# Aleksandr Popov (halterofilista)
Aleksandr Borissovitch Popov (em russo:  Александр Борисович Попов; Krasnoiarsk, 17 de novembro de 1959) é um russo, ex-halterofilista da União Soviética e da Rússia.
Popov apareceu no Campeonato Mundial e Europeu de 1983, em Moscou, organizados como um único evento. Competiu na categoria até 100 kg e terminou em segundo, atrás de seu compatriota Pavel Kuznetsov. Kuznetsov levantou 182,5 kg no arranque, enquanto Popov ergueu 187,5 kg. No arremesso, ambos levantaram 235 kg. Como chegaram ao total combinado de 422,5 kg, o ouro ficou com Kuznetsov, que era mais leve.
Conquistou a medalha de prata no Campeonato Europeu de 1986 (397,5 kg) e de 1988 (422,5 kg), na categoria até 100 kg.
Em 5 de março de 1988, em Tallinn, Popov estabeleceu um recorde mundial no arremesso — 242,5 kg na classe até 100 kg. Esse recorde, no entanto, deixou de ser reconhecido devido às reestrurações das categorias de peso realizadas pela Federação Internacional de Halterofilismo em 1993.
Nos Jogos Olímpicos de 1988, em Seul, competiu na categoria até 110 kg e terminou em quinto lugar, com um total combinado de 420 kg (187,5+232,5).
EEm 1993, participou do Campeonato Europeu e conquistou a medalha de bronze, levantando um total de 417,5 kg (182,5+235).
Ainda competiria no Campeonato Europeu de 1994. Levantou 220 kg no arremesso (terceira melhor marca), mas não obteve resultado no arranque e não concluiu a prova.
QUADRO DE RESULTADOS
| Ano                | Lugar                              | Categoria       | Marca (kg) / pos. | Marca (kg) / pos. | Marca (kg) / pos. | Ref.            |
| Ano                | Lugar                              | Categoria       | Arranque          | Arremesso         | Total             | Ref.            |
| Jogos Olímpicos    | Jogos Olímpicos                    | Jogos Olímpicos | Jogos Olímpicos   | Jogos Olímpicos   | Jogos Olímpicos   | Jogos Olímpicos |
| ------------------ | ---------------------------------- | --------------- | ----------------- | ----------------- | ----------------- | --------------- |
| 1988               | Seul, Coreia do Sul                | –100 kg         | 187,5 / 5         | 232,5 / 5         | 420 / 5           | [ 3 ]           |
| Campeonato Mundial |                                    |                 |                   |                   |                   |                 |
| 1983               | Moscou, Rússia                     | –100 kg         | 187,5 /           | 235 /             | 422,5 /           | [ 2 ] [ 3 ]     |
| Campeonato Europeu |                                    |                 |                   |                   |                   |                 |
| 1983               | Moscou, Rússia                     | –100 kg         | 187,5 /           | 235 /             | 422,5 /           | [ 5 ]           |
| 1986               | Karl-Marx-Stadt, Alemanha Oriental | –100 kg         | 175 /             | 222,5 /           | 397,5 /           | [ 6 ]           |
| 1988               | Cardiff, Reino Unido               | –100 kg         | 185 /             | 237,5 /           | 422,5 /           | [ 7 ]           |
| 1993               | Sófia, Bulgária                    | –108 kg         | 182,5 / 4         | 235 /             | 417,5 /           | [ 3 ]           |
| 1994               | Sokolov, República Tcheca          | –108 kg         | Sem marca         | 220 /             | ---               | [ 3 ]           |

* Nos Jogos Olímpicos as medalhas são dadas somente para o total combinado.
O Campeonato Mundial e o Europeu de 1983 foram realizados em um único evento.